# Саврушское сельское поселение
Саврушское се́льское поселе́ние — муниципальное образование в Аксубаевском районе Татарстана Российской Федерации.
Административный центр — село Старые Савруши.

## История
Старо Саврушский сельский совет был образован в 1919 году. Первым председателем сельского совета был избран Григорьев Петр.
Саврушский сельский Совет Аксубаевского района Татарской АССР был образован в 1954 году на базе объединения Саврушского и Старо Саврушского сельских Советов.
С 1994 года, в соответствии с Законом Республики Татарстан "О местном самоуправлении № 2250-ХП от 30.11.1994 года на базе Саврушского сельского Совета Аксубаевского района Татарской АССР и на основании Постановления Администрации Аксубаевского района Республики Татарстан № 20 от 30.03.1996 года был образован в Саврушский Совет местного самоуправления.
С 01.07.2005 года на базе Саврушского Совета местного самоуправления в соответствии с Федеральным законом № 131_ФЗ от 06.10.2003 года «Об общих принципах организации местного самоуправления в Российской Федерации» и Закона Республики Татарстан № 12-ЗРТ от 31.01.2005 года «Об установлении границ территорий и статусе муниципального образования Аксубаевский муниципальный район и муниципальных образований в его составе», было образовано Саврушское сельское поселение, которое приступило к своим полномочиям с 01.01.2006 года на основании Постановления Президента Республики Татарстан № УП-410 от 02.11.2005 года.

## География
Саврушское сельское поселение расположено в северной части Аксубаевского района. Поселение на севере граничит с Чистопольским районом, на востоке с Урмандеевским сельским поселением, на юге Старокереметским и на западе Старотатарско-Адамским сельскими поселениями. Общая площадь Саврушского сельского поселения составляет 4893,9 га, в том числе площадь населенных пунктов 318,21 га.

## Климат
Самым тёплым месяцем в году является июль со среднемесячной температурой 19,5°С. Средняя максимальная температура воздуха самого жаркого месяца (июль) равна 25,9°С. Самые холодные месяца — январь и февраль со среднемесячной температурой −11,8°С. Температура холодного периода (средняя температура наиболее холодной части отопительного периода) равна — 17,4°С. Образование устойчивого снежного покрова приходится на конец второй декады ноября и держится до конца марта. Заканчивается снеготаяние в апреле. Максимальная высота снежного покрова колеблется от 34 до 36 см. В начале осени и зимой происходит общее усиление скорости ветра.
Территория поселения относится к районам, где грозы наблюдаются только летом и число их относительно невелико. Продолжительность гроз невелика, наибольшая приходится на июль. Средняя продолжительность грозы в день с грозой составляет 2,0-2,5 часа. Грозы наблюдаются, преимущественно, в послеполуденное время.

## Социальная инфраструктура
В Саврушском сельском поселении имеются общественные объекты: детский сад, обще образовательная и начальная школа, фельдшерско-акушерские пункты, сельский дома культуры, отделение почтовой связи и объекты торговли.
На территории поселения располагаются действующие предприятия нефтедобывающей отрасли.
Агропромышленный комплекс представлен фермами при населенных пунктах. Имеются также мелиорируемые земли.
Транспортная связь поселения с другими поселениями и районами Республики Татарстан осуществляется через региональные автомобильные дороги межмуниципального значения и дороги местного значения.

## Население
| 2010 | 2011  | 2012  | 2013 | 2014 | 2015 | 2016 |
| ---- | ----- | ----- | ---- | ---- | ---- | ---- |
| 1062 | ↘1058 | ↘1026 | ↘992 | ↘983 | ↘975 | ↘957 |
| 2017 | 2018  | 2019  | 2020 |      |      |      |
| ↘939 | ↘916  | ↘896  | ↘867 |      |      |      |

## Состав сельского поселения
| № | Населённый пункт | Тип населённого пункта       | Население |
| - | ---------------- | ---------------------------- | --------- |
| 1 | Васильевка       | посёлок                      |           |
| 2 | Нижние Савруши   | деревня                      |           |
| 3 | Савруши          | село                         | ↘86       |
| 4 | Старые Савруши   | село, административный центр |           |

## Местное самоуправление
Главой Саврушского сельского поселения с 25 июня 2008 года является Кузьмин Андрей Георгиевич
- Адрес администрации: 423068, Республика Татарстан, Аксубаевский район, с. Старые Савруши, ул. Комсомольская, д. 20[21]

Председатели сельского совета, местного самоуправления, главы сельского поселения:
| №  | Фамилия Имя Отчество        | Время замещения должности | №  | Фамилия Имя Отчество          | Время замещения должности |
| -- | --------------------------- | ------------------------- | -- | ----------------------------- | ------------------------- |
| 1  | Григорьев Петр              | 1919-1920 гг.             | 18 | Антипов Владимир Васильевич   | 1964-1965 гг.             |
| 2  | Абросимов Степан            | 1920-1921 гг.             | 19 | Садыков Алексей Александрович | 1965-1967 гг.             |
| 3  | Григорьев Михаил            | 1921-1922 гг.             | 20 | Романова Лидия Васильевна     | 1967-1977 гг.             |
| 4  | Миронов Тихон Миронович     | 1922-1923 гг.             | 21 | Пильщиков Николай Иванович    | 1977-1978 гг.             |
| 5  | Алексеев Семен Никифорович  | 1923-1926 гг.             | 22 | Миронова Елизавета Тихоновна  | 1978-1979 гг.             |
| 6  | Яковлев Николай Михайлович  | 1926-1940 гг.             | 23 | Иванов Николай Семенович      | 1979-1980 гг.             |
| 7  | Пильщиков Яков Иванович     | 1940-1941 гг.             | 24 | Абросимов Вячеслав Яковлевич  | 1980-1982 гг.             |
| 8  | Харитонов                   | 1941-1942 гг.             | 25 | Матюшкина Зоя Петровна        | 1982-1983 гг.             |
| 9  | Водышева Екатерина          | 1942-1943 гг.             | 26 | Васильев Сергей Михайлович    | 1983-1988 гг.             |
| 10 | Леонтьев                    | 1943-1944 гг.             | 27 | Водышев Николай Осипович      | 1988-1990 гг.             |
| 11 | Исаншин                     | 1944-1946 гг.             | 28 | Васильев Сергей Михайлович    | 1990-1995 гг.             |
| 12 | Водышева Даниил Максимович  | 1946-1947 гг.             | 29 | Синдимиров Анатолий Яковлевич | 1995-2006 гг.             |
| 13 | Герасимов Федор Андреевич   | 1947-1952 гг.             | 30 | Иванов Сергей Егорович        | 2006-2008 гг.             |
| 14 | Овчинников Лука Павлович    | 1952-1954 гг.             | 31 | Кузьмин Андрей Георгиевич     | 2008 г                    |
| 15 | Матюшкин Алексей Федорович  | 1954-1956 гг.             |    |                               | .                         |
| 16 | Борисов Владимир Михайлович | 1956-1959 гг.             |    |                               |                           |
| 17 | Абросимов Иван Гурьевич     | 1959-1964 гг.             |    |                               | .                         |

Писари земства, секретари сельского Совета, местного самоуправления, сельского поселения:
| № | Фамилия Имя Отчество        | Время замещения должности | №  | Фамилия Имя Отчество            | Время замещения должности |
| - | --------------------------- | ------------------------- | -- | ------------------------------- | ------------------------- |
| 1 | Васильев Егор Гаврилович    | 1915-1918 гг.             | 10 | Кондратьева Юлия Сергеевна      | 1964-1981 гг.             |
| 2 | Пильщиков Яков Иванович     | 1918-1941 гг.             | 11 | Мартьянова Зинаида Ивановна     | 1981-1983 гг.             |
| 3 | Мельников Илья Федотович    | 1941-1943 гг.             | 12 | Абросимова Антонина Анатольевна | 1983-1984 гг.             |
| 4 | Водышева Таисия Трофимовна  | 1943-1946 гг.             | 13 | Чуракова Людмила Николаевна     | 1984-1985 гг.             |
| 5 | Трофимов Аркадий Федорович  | 1946-1953 гг.             | 14 | Кондратьева Людмила Сергеевна   | 1985-1994 гг.             |
| 6 | Пильщиков Сергей Андреевич  | 1953-1955 гг.             | 15 | Васильев Сергей Михайлович      | 1994-1996 гг.             |
| 7 | Матюшкин Алексей Федорович  | 1955-1957 гг.             | 16 | Овчинникова Галина Ильинична    | 1996-2008 гг.             |
| 8 | Трофимов Аркадий Федорович  | 1957-1961 гг.             | 17 | Васильева Надежда Николаевна    | 2008 г                    |
| 9 | Васильева Лариса Михайловна | 1961-1964 гг.             |    |                                 |                           |

## Памятники истории и культуры
- Догородской этап. II тыс. до н. э. начало X века. Памятники срубной историко-культурной общности на территории поселения: Васильевское местонахождение I[~ 3], Васильевское местонахождение II[~ 4], Васильевское местонахождение III[~ 5], Васильевское поселение[~ 6], Нижнесаврушинское местонахождение I[~ 7], Старосаврушинское местонахождение VI[~ 8], Старосаврушинское местонахождение VIII[~ 9], Требует уточнения времени и культурной принадлежности Васильевский курган[~ 10], предварительно датированный I тыс.н. э. (выявленный объект культурного наследия).«Здесь в 1964 году отмечен сильно распаханный курган высотой 0,8 метра и диаметром 17 метров на кургане, по сообщению местных жителей, на глубине 40-50 см от поверхности было обнаружено погребение, ориентированное головой на юго-восток. В изголовье погребения обнаружен „кувшин с ручкой“ с какими-то узорами. Вершина кургана разрушена самовольными раскопками»[22][23].
- Эпоха раннего средневековья представлена памятниками именьковской культуры (V—VII вв. н. э.). Памятники именьковской культуры на территории поселения: Нижнесаврушинское поселение[~ 11], Саврушинское местонахождение I[~ 12][22][23].
- Этап булгарский (домонгольский). X век — 1236года — Старосаврушинское местонахождение I[~ 13], Васильевскоеселище I[~ 14], Васильевское селище II[~ 15], Нижнесаврушинское селище I[~ 16], Нижнесаврушинское селище II[~ 17], Нижнесаврушинское селище III[~ 18], Нижнесаврушинское селище IV[~ 19], Старосаврушинское местонахождение II[~ 20], Старосаврушинское местонахождение III[~ 21], Старосаврушинское местонахождение IV[~ 22], Старосаврушинское поселение I[~ 23], Старосаврушинское селище[~ 24][22][23].
- Этап Улуса Джучи («Золотая Орда») и Казанского ханства 1236—1552 гг. — Старосаврушинское кладбище с надгробиями[~ 25], Старосаврушинское местонахождение V[~ 26][22][23].

## Известные люди поселения
- Данилов Гордей Данилович (1881—1954)[24][25] — Четвёртый председатель Главного суда ЧАССР (9 февраля по 31 августа 1929 года), родился в селе Старые Савруши
- Иванов Антоний Семенович (1871-?)[26] — Деятель народного образования, участник чувашского национального движения, родился в селе Старые Савруши.
- Иванов Платон Иванович (1891—1968))[27][28] — Ученый психолог. Профессор (1938). Заслуженный деятель науки и техники УзССР (1968), воспитывался приемной семье селе Савруши.
- Пильщиков Николай Яковлевич[29][30][31] — «Народный академик», краевед, родился в селе Старые Савруши.
- Рождественский Василий Ильич (1868—1931)[32] — протоиерей, родился в селе Савруши.
- Спиридонов Матвей Филиппович (1895—1942)[25][33][34][35] — Государственный деятель, первый председатель областного суда ЧАО (09.12.1923-22.09.1925гг) и первый председатель Главного суда ЧАССР (22.09.1925-02.10.26гг), родился в селе Старые Савруши.